# استخوان‌ریخت
استخوان‌ریخت (نام علمی: Oestomorpha) نام یک سرده از تیره دوروزنه‌ای‌های گلچیدا است.